# 十里堡 (朝阳区)
十里堡位于北京市朝阳区西部，因原村距朝阳门十里，故名。「堡」训读为「铺」（pù），是古代驿站的通称，现多作地名。

## 京通古道
古时粮食等货品经京杭运河运至通县，装车经朝阳门运入北京城内库房，元大都时期出现京通土路，为两地交通干线。为方便交通，雍正帝1729年下令修筑朝阳门外的石板路，名为京通石道，是今朝阳路前身。路旁逐渐形成了十里堡、八里庄（朝阳区）等用离朝阳门远近命名的聚落。
当时十里堡周边多寺庙，地名如红庙 、慈云寺、延静寺、石佛营、甘露园等均源于此。

## 北京纺织城
一五计划期间，十里堡、八里庄一带兴建了包括京棉一厂、京棉二厂、京棉三厂和印染厂的大型纺织工业区，形成“北京纺织城”。京棉二厂生产的“铜亭”牌纱、“花蕾”牌细纺等产品曾获国家级奖项，北京印染厂的“大竹叶”窗帘布风靡一时。兴盛一时，大量创汇。1955年周恩来、1957年毛泽东曾分别视察京棉一厂。为方便工厂职工在京城和东郊间的通勤，也开设了112路无轨电车。
90年代后，随着产业转型，京棉集团远迁顺义县，原址改建为华堂商场、远洋国际等商业综合体。

## 首都供电
北京第一热电厂（现中电国华北京热电分公司）于1958年投产，长期承担北京城区供电、供热任务。对象包括大使馆、北京火车站、人民大会堂、军事博物馆、钓鱼台国宾馆等重要单位和东郊居民。2000年后，企业投入环保改造，成为国内热电行业环保标杆。
河流二道沟流经十里堡，全长9.07公里，上游是亮马河，下游最终汇入通惠河，曾作为热电厂循环冷却用水的河道，脏乱差污。2019年，北京开展退水渠整治工作，二道沟环境明显改善，因桃花开放，常在三月成为网红打卡地。